# The Blues Magoos
The Blues Magoos waren eine US-amerikanische Psychedelic-Rock-Band.

## Geschichte
Gegründet wurde das Quintett Mitte der 1960er Jahre in Bronx, New York City, zunächst unter dem Namen „Bloos Magoos“. Nach vielen, sehr erfolgreichen Auftritten in den damals angesagten Clubs wie „The Nite Owl“ und „Cafe Wha“ bekamen sie einen Plattenvertrag und veröffentlichten im November 1966 ihr erstes Album „Psychedelic Lollipop“. Die daraus veröffentlichte Single „We Ain’t Got Nothing Yet“ wurde ein Hit und erreichte Platz 5 der US-Charts.
Nach zwei weiteren Alben („Electronic Comic Book“ 1967 und „Basic Blues“ 1968) löste sich die Gruppe wieder auf. Anfang der 1970er Jahre gab es dann nochmals eine kurzlebige Gruppe namens „Blues Magoos“, bei der jedoch nur ein Mitglied der ursprünglichen Formation mitwirkte.
„Peppy Castro“ übernahm 1970 eine Rolle in dem Musical Hair und spielte in verschiedenen Bands. Als Songwriter schuf er Lieder für Kiss oder Cher.

## Mitglieder
- Ronald Gilbert (* 25. April 1946), Bassgitarre
- Ralph Scala (* 12. Dezember 1947), Keyboard
- Emil „Peppy Castro“ Thielhelm (* 16. Juni 1949), Leadgesang
- Michael Esposito, Gitarre
- Jeffrey Darking, Schlagzeug